# Ignacio Mariano de las Casas
Ignacio Mariano de las Casas (Santiago de Querétaro, Querétaro; 1719 — 11 de febrero de 1771). Fue maestro de hacer órganos y maquinaria de relojes, actividades principales en su desempeño como artífice, ocasionalmente realizó retablos y monumentos de Jueves Santo y algo de arquitectura. Los maestros del virreinato conocían de varios oficios, entonces considerados como artesanales. No hay datos que permitan saber si acudían a la Ciudad de México a examinarse por cada oficio que practicaban.

## Infancia y adolescencia
Ignacio Mariano nació en Querétaro, donde vivió y murió en el siglo XVIII. Hijo de padres desconocidos, en el Archivo Parroquial de Santiago no hay indicios de los bautizados con esos nombres que nos permitan identificarlo; los niños expósitos eran abandonados a las puertas de una casa, muchas veces en templos o conventos, él pudo haber sido adoptado por un sacerdote, quien le diera su apellido y de quien tomara rasgos de su personalidad, entre su firma y la del presbítero Felipe de las Casas, sólo hay diferencia en el nombre, a pesar de ser ambas muy elaboradas.
Todos los niños, huérfanos o de escasos recursos, españoles o mestizos, a la edad de 12, 13 o 14 años, ingresaban en un taller, a cargo de algún maestro, para aprender algún oficio, es posible que él estuviera en el de algún arquitecto, donde aprendiera a dibujar a temprana edad, en su tratado de Gnomónica dijo "Empecé a estudiar arquitectura de edad de casi ocho años, pues las monteas y trazos que se hicieron para fabricar la iglesia y colegio de Santa Rosa fue rayado por mi misma mano, como también el que se hizo para la iglesia de San Agustín: éste variaron aún después de llenos los cimientos en la iglesia; el convento lo demudaron al fabricarlo..." Siendo aprendiz hizo dibujos y trazos para el templo de San Agustín, sin embargo se sabe que el arquitecto que tuvo a su cargo la obra de los agustinos fue Juan Manuel Villagómez, Ignacio Mariano pudo haber colaborado pero no hacerse cargo de una obra de tal envergadura como responsable. En cuanto al Colegio de Santa Rosa de Viterbo ahora sabemos, por la obra Acuerdos curiosos, que lo construyó Francisco Martínez Gudiño.
Francisco Eduardo Tresguerras, artífice celayense, quien criticó acremente a los artistas del barroco queretano, dijo de él: "...estudió primero el dibujo; fue de mucho ingenio, bastante invención, entendió la gnomónica, parte de la maquinaria y sus obras de arquitectura fueron pocas y desgraciadas... En el ensamblaje o arquitectura de los altares tuvo malisimo gusto... por acomodarse al mal gusto que en su tiempo reinaba, apostaban [Casas, Gudiño y Rojas] a quién desvariaba mas, sin remorderles las obras escritas de Vitrubio, Serlio y otros arquitectos; pero en el día ejecutaron obras dignas de imitarse". Más adelante prosigue y al volver a referirse a Casas afirma: "Todas sus obras de ensamblaje ¿no son las más ridículas y desarregladas? . No pondré sino un ejemplar: el monumento de Santa Rosa; bien sé que todo Querétaro creerá que blasfemo, cuando he proferido tal cosa, porque es una de las piezas más alabadas, pero esto lo que prueba es el malísimo gusto y pasión de los queretanos, yo probaré lo dicho a quien no le parezca bien..."

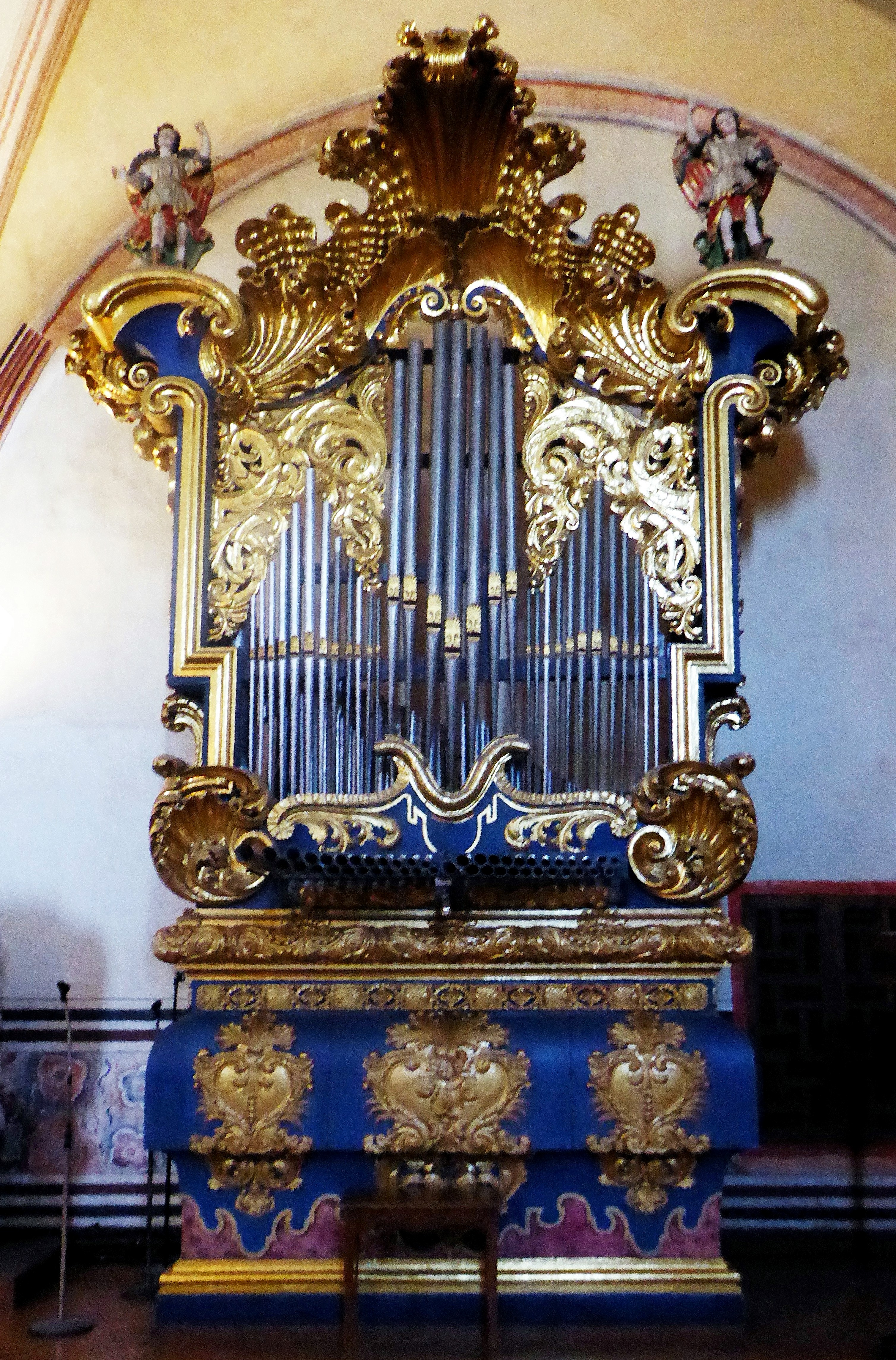
Obra de Ignacio Mariano de las Casas,. Coro bajo del templo de Santa Rosa de Viterbo en la ciudad de Querétaro, MEXICO

## Obra

### Construcciones de carácter Religioso
A Ignacio Mariano de las Casas se le atribuyen: el templo de la Tercera Orden de Santo Domingo, la enfermería del convento de Capuchinas y el panteón de Santa Clara.

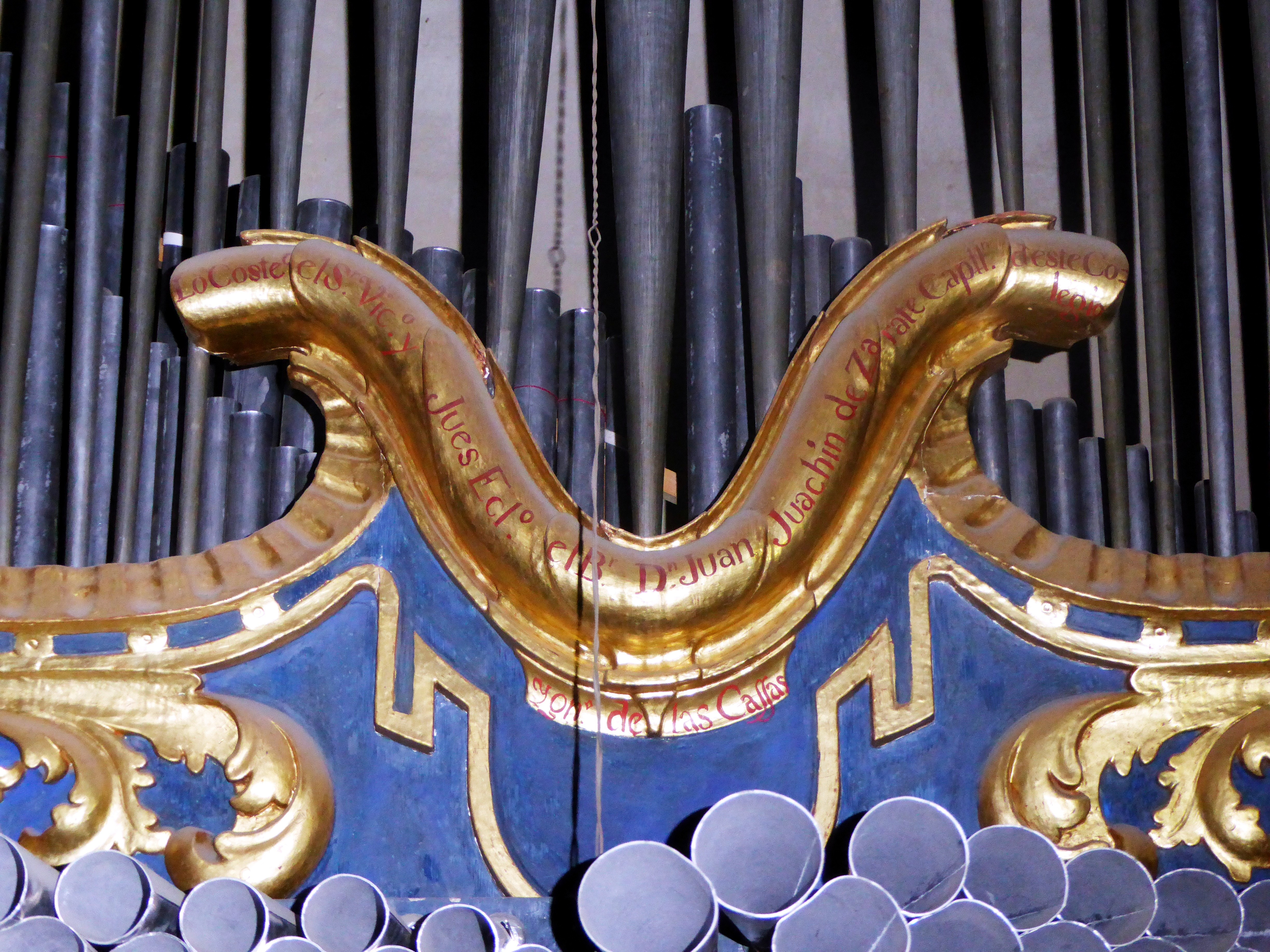
Inscripciones bajo las flautas del órgano: "Lo costeó el señor vicario y juez eclesiástico, el bachiller don Juan Joaquín de Zárate capellán de este colegio." e "Ignacio de las Casas"

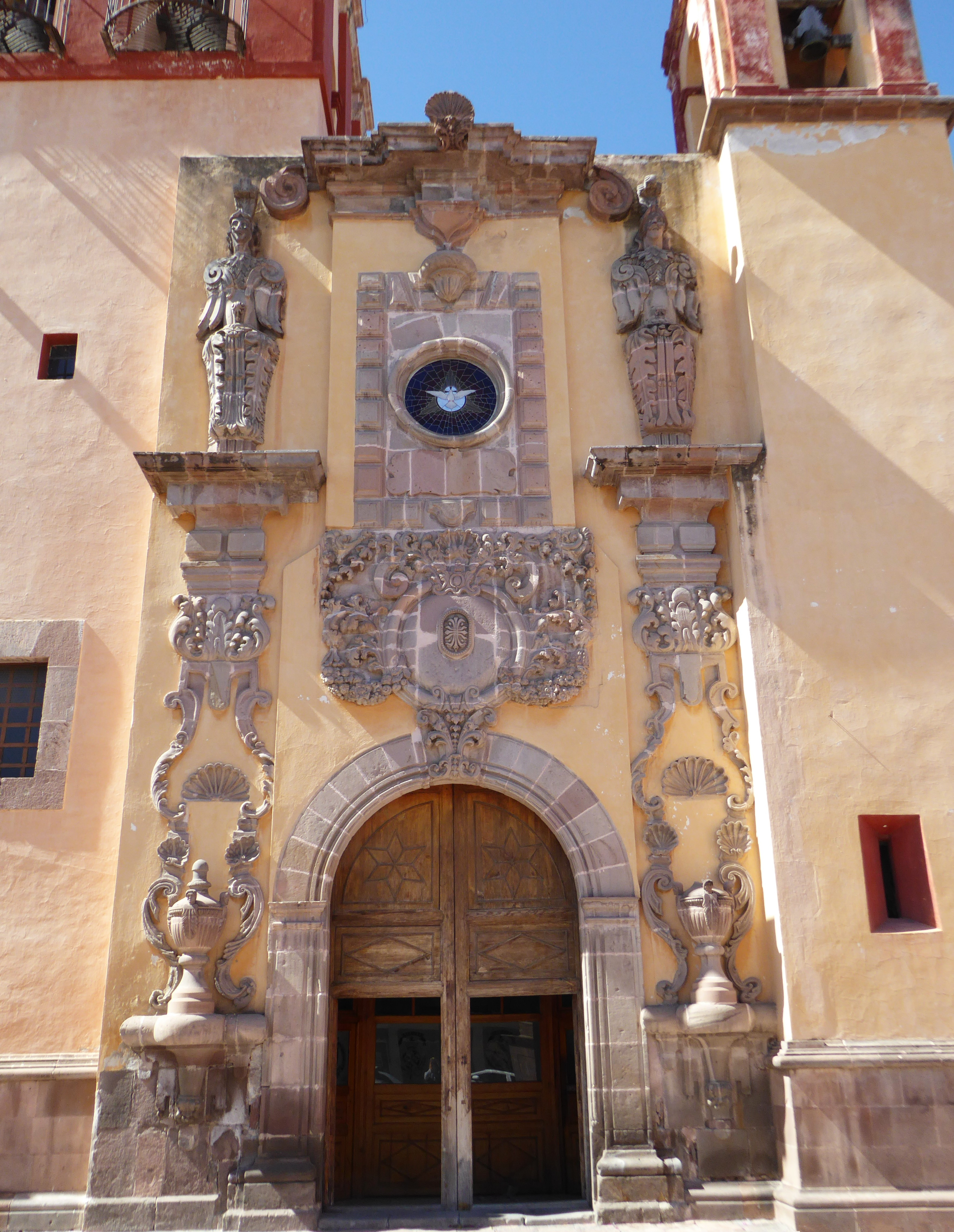
Fachada de la capilla de la Tercera Orden dominicana. Obra del, estilo barroco. Atribuida a Ignacio Mariano de las Casas

Los órganos que construyó, en estilo barroco, son los del templo de Santa Clara (cuyo contrato se conserva en el Archivo del Estado), el del templo de La Congregación y el de Santa Rosa de Viterbo que ostenta su firma; además del reloj monumental de 3 carátulas de este último templo, que fue el primer reloj de repetición que se construyó en el continente y también el reloj de la parroquia de Santiago. Además de un plano de la ciudad de  Querétaro en 1760.

## Madurez y muerte
Ignacio contrajo matrimonio el 24 de marzo de 1745, con María Clara Antonia del Valle. No tuvo descendencia. Falleció el 11 de febrero de 1771. Se le rinde homenaje en el Panteón de los Queretanos Ilustres.
- Datos: Q5913383